# Жут
Жут (хорв. Žut) — безлюдний острів в  хорватській частині  Адріатичного моря, у центральній  Далмації. Площа острова — 14,83 км ², довжина берегової лінії — 44,058 км . За площею острів займає друге місце в архіпелазі Корнати і 28-е місце в серед  всіх островів Хорватії.
Відповідно до вимірів, зробленим на початку 2000-х років, Жут також є найбільшим ненаселеним островом Хорватії — його площа майже на 2 км ² більше, ніж у острова  Првич, який раніше носив цей титул.
Розташований між островами Пашман та Корнат. Берегова лінія острова сильно порізана, острів має велику кількість заток — Хіляча, Сарушчіца, Бізіковіца, Пінізел, Бодовац та інші. Найвищою точкою острова є пагорб Губовац висотою 155 метрів над рівнем моря.
На острові немає постійного населення і велика частина його заросла маквісом, проте, ростуть і  оливки, інжир, виноград.
Попри те, що острів безлюдний, на ньому є  стоянка яхт, яку обслуговує  ACI Club, яка відкрита з березня по жовтень.